# 門田守人
門田 守人（もんでん もりと、1945年〈昭和20年〉8月8日 - 2023年〈令和5年〉9月7日）は、日本の医学者。大阪大学名誉教授。

## 人物
広島県福山市出身、広島大学附属福山高等学校を経て大阪大学医学部卒業。大阪大学第二外科教授に就任し、肝臓癌や肝臓移植の手術を多く手掛けた。
教授退官後は、日本癌学会会長、厚生労働省のがん対策推進協議会の会長を務め、臓器移植医療の普及やがん対策の推進などに取り組んだ。2015年から日本臓器移植ネットワーク理事長、2017年には日本医学会会長に就任。日本外科学会名誉会長、大阪大学理事・副学長なども歴任した。
2023年9月7日、死去。78歳没。死没日付をもって従四位に叙され、瑞宝小綬章を追贈された。

## 経歴
- 1945年 広島県福山市に生まれる
- 1964年 広島大学附属福山高等学校卒業
- 1970年 大阪大学医学部卒業
- 1979年 大阪大学 助手（医学部外科学第二）同年10月 大阪大学 医学博士。論文の題は「ラット同種心移植における免疫学的enhancementの研究 」[5]
- 1987年 大阪大学 講師（医学部外科学第二）
- 1990年 大阪大学 助教授（医学部外科学第二）
- 1994年 大阪大学 教授（医学部外科学第二）
- 1999年 大阪大学大学院 教授（医学系研究科消化器外科学講座）
- 2004年 大阪大学医学部附属病院 副病院長(兼任)
- 2007年 国立大学法人大阪大学 理事・副学長
- 2011年 国立大学法人大阪大学 名誉教授
- 2011年 公益財団法人がん研究会有明病院 副院長
- 2012年 公益財団法人がん研究会有明病院 院長
- 2013年 公益財団法人がん研究会常務理事（病院本部本部長・有明病院病院長）
- 2013年 独立行政法人国立がん研究センター理事(がん対策担当)
- がん対策推進協議会 会長（2011年 - ）
- 2015年 日本臓器移植ネットワーク理事長
- 地方独立行政法人 堺市立病院機構 理事長（2016年 - 2023年）

## 社会的活動
- 日本癌治療学会 理事長（2005年 - 2009年）
- 日本外科学会会長（2006年-2007年）
- 日本外科学会学術集会開催（2007年）
- 日本外科学会 名誉会長（2007年 -2023年）
- 日本癌学会学術会 会長（2010年）
- 日本医学会 副会長（2010年 - 2017年）
- がん対策推進協議会 会長（2011年 - 2023年）
- 日本臓器移植ネットワーク 理事長（2015年 - 2023年）
- 日本医学会 会長（2017年 - 2023年）